# Heartbreak Down
«Heartbreak Down» es el tercero y último sencillo del álbum compilatorio Greatest Hits... So Far! de la cantante estadounidense Pink. Si bien esta canción no contó con un video promocional, recibió radiodifusión sobre todo en países de Europa central.

## Posición en las listas
| Lista (2011)            | Posición más alta |
| ----------------------- | ----------------- |
| República Checa (IFPI)  | 88                |
| Hungría (Mahasz)        | 12                |
| Hungría (Rádiós Top 40) | 2                 |
| Eslovaquia (IFPI)       | 45                |

### Listas de fin de año
| Lista (2011) | Posición |
| ------------ | -------- |
| Hungría      | 20       |